# Fața Motrului
Fața Motrului – wieś w Rumunii, w okręgu Mehedinți, w gminie Stângăceau. W 2011 roku liczyła 186 mieszkańców.